# Fan Ye (Historiker)
Fan Ye (chinesisch 范曄 / 范晔, Pinyin Fàn Yè, W.-G. Fan Yeh; * 398; † 445) war ein chinesischer Historiker, der das Buch der Späteren Han zusammenstellte.
Fan Ye gehörte zum mittleren Beamtenstand der Liu-Song-Dynastie. Sein Großvater war Chef eines Verwaltungsbezirkes gewesen, sein Vater ein Beamter am Kaiserhof. Fan Ye selbst brachte es bis zum Verwalter und General der Garde. Seine eigenen politischen Ambitionen wurden ihm schließlich zum Verhängnis: Er wurde 445 unter Kaiser Wen hingerichtet.
Durch seinen Tod blieb sein Geschichtswerk, das er etwa 20 Jahre zuvor begonnen hatte, unvollendet: von den geplanten 100 Kapiteln waren erst 90 geschrieben. Sein Werk sollte ursprünglich 10 Kapitel Annalen der Kaiser und Kaiserinnen, 10 Kapitel Monographien und 80 biographische Kapitel umfassen. Zur Zusammenstellung der Monographien kam er nicht mehr.
Später versuchte der Kommentator Liu Zhao (um 550) die Lücken in Fan Yes Werk zu schließen, wobei er unter anderen die Geschichte der fortgesetzten Späteren Han-Dynastie von Sima Biao (240–305) zu Rate zog. Er kommentierte dieses Werk und band seine acht Monographien auf 30 Kapitel in das Buch der Späteren Han ein. Dank dieser Maßnahme umfassen die heutigen Ausgaben des Buchs der Späteren Han 120 Kapitel.